# Лонцко (Малополско войводство)
Вижте пояснителната страница за други значения на Лонцко.
Ло̀нцко (на полски: Łącko) е село в Южна Полша, Малополско войводство, Новосончки окръг. То е административен център на община Лонцко. Според Полската статистическа служба към 31 декември 2009 г. селото има 2927 жители.

## География

### Местоположение
Селото се намира в географския макрорегион Западни Карпати, в долината на Дунайец, над река Чарна Вода. Разположено е край републикански път , на 27 km източно от окръжния център град Нови Сонч.

## Икономика
В селото се отглеждат ябълкови и сливови градини, произвежда се ракията Лонцка сливовица.

## Инфраструктура
Селото е електрифицирано, има телефон и канализация. В Лонцко има супермаркет, футболен отбор, банка, библиотека и център на културата. В 2002 г. от общо 642 обитавани жилища снабдени с топла вода са 573 жилища, с газ – 578 жилища, самостоятелен санитарен възел имат 572 жилища; 20 жилища имат площ под 30 m², 31 жилища имат площ 30 – 39 m², 41 жилища – 40 – 49 m², 58 жилища – 50 – 59 m², 102 жилища – 60 – 79 m², 111 жилища – 80 – 99 m², 130 жилища – 100 – 119 m², 149 жилища – над 119 m².

## Култура
Тук много силно е развит родният фолклор, действат регионалните групи „Мале Лонцко“, „Горале Лонцци“, „Оркестра Дента Тадеуша Морито“.
Всяка година през месец май се организира „Празник на цъфналата ябълка“ – събитие, по време на което се представят костюми и народни оркестри, а през септември се провежда „Празник на лонцката сливовица“.

## Образование
В селото се намира детска градина, в която учат (2012 г.) 43 ученици; основно училище (273 ученици); гимназия (346 ученици); професионално училище по гестора и тип (161 ученици); средно училище за млади хора, които нямат специална (76 ученици); допълнително средно училище за възрастни, училища по изкуствата без професионални квалификации (91 ученици).

## Спорт
- футболен отбор ЛКС Зиндрам Лонцко[2]